# Xylocopa buginesica
Xylocopa buginesica är en biart som beskrevs av Vecht 1953. Xylocopa buginesica ingår i släktet snickarbin, och familjen långtungebin. Inga underarter finns listade i Catalogue of Life.